# Linje B
Linje B er en S-togs-linje, som kører mellem Farum Station og Høje Taastrup Station via København H. Linjen har 10 minuttersdrift i dagtimerne og 20 minuttersdrift om aftenen alle dage. Nat efter fredag og lørdag køres der hver halve time. Der stoppes ved alle stationer undervejs alle dage.
Linjen oprettedes 15. maj 1936 men fik først sin nuværende betegnelse, da der indførtes linjebogstaver 14. maj 1950. Fra 1953 suppleredes linjen af ekstrakørsel i myldretiden, fra 1963 betegnet som linje Bx. Fra 1979 til 1987 suppleredes yderligere i dagtimerne med linje Bb. I 1989 oprettedes en ny supplerende linje i dagtimerne, linje L, fra 1993 omdøbt til linje B+. Denne nedlagdes i 2007.
Fra starten var linje B - ligesom i dag - farvet grøn på linjekortet, men fra 1979 til 1987 var linjen gul, som linje F i dag.

## Stationer
Linje B har følgende stationer på linjen, taget i rækkefølgen fra Farum til Høje Taastrup.
1. Farum Station (Endestation)
2. Værløse Station
3. Hareskov Station
4. Skovbrynet Station
5. Bagsværd Station
6. Stengården Station
7. Buddinge Station
8. Kildebakke Station
9. Vangede Station
10. Dyssegård Station
11. Emdrup Station
12. Ryparken Station
13. Svanemøllen Station
14. Nordhavn Station
15. Østerport Station
16. Nørreport Station
17. Vesterport Station
18. København H
19. Dybbølsbro Station
20. Carlsberg Station
21. Valby Station
22. Danshøj Station
23. Hvidovre Station
24. Rødovre Station
25. Brøndbyøster Station
26. Glostrup Station
27. Albertslund Station
28. Taastrup Station
29. Høje Taastrup Station (Endestation)

## Historie
Linjen oprettedes 15. maj 1936 mellem Holte og København, da Nordbanen blev elektrificeret mellem Holte og Hellerup. Oprindelig havde linjen ikke nogen særlig betegnelse men stod i køreplanerne opført under 1B. Linjen havde 20 minutters drift fra starten. 2. verdenskrig medførte imidlertid indskrænkninger, så der blev aflyst et tog i timen på hverdage kl. 9-13 og 18-24 og på søndage kl. 5-9 og 19-24. 27. april 1940 indskrænkedes yderligere til et tog i timen i de samme tidsrum. 15. juni 1940 forlængedes linjen til Valby og samtidig justeredes timedriften til at gælde på hverdage kl. 9-14 og 1924 samt søndag formiddag og aften. Det varede indtil 26. maj 1941, hvor 20 minutters driften blev genoptaget i hele driftsdøgnet. 23. september 1941 forlængedes linjen til Vanløse, da den inderste del af Frederikssundsbanen blev elektrificeret. 16. maj 1949 nåede elektrificeringen Ballerup, og linjen blev forlænget hertil. Allerede 14. maj 1950 blev Frederikssundsbanen imidlertid overgivet til den nye linje C, mens den gamle linje afkortedes til København H og samtidig blev til linje B.
17. juni 1953 åbnedes den nuværende Høje Taastrup-banen parallelt med Vestbanen til Glostrup og samtidig forlængedes linje B hertil. Linje B blev Høje Taastrup-banens faste linje, fra 26. maj 1963 forlænget til Taastrup og 1. juni 1986 til Høje Taastrup. I den anden ende betød en reform af linjenettet 30. september 1979 til gengæld, at linjen omlagdes ad Hareskovbanen til Farum. Her blev den til 31. maj 1987, hvor en ny linje H overtog Hareskovbanen, mens linje B afkortedes til Østerport. Ændringen skete blandt for at give kortere rejsetider på Hareskovbanen. Linje B havde haft et længere ophold på Ryparken af hensyn til korrespondancen med den krydsende linje F, men det bortfaldt, ligesom standsningstiden på flere andre stationer også blev afkortet.
En ny reform af linjenettet 28. maj 1989 bragte linje B tilbage til Nordbanen og Holte. Endnu en reform 23. september 2007 ændrede ikke på linjeføringen men betød til gengæld, at linjen fik 10 minuttersdrift i dagtimerne mandag-lørdag, hvor 20 minuttersdrift ellers som nævnt havde været standard i hele driftstiden stort set siden starten uanset tidspunktet på dagen. Fra 26. september til 18. november kørtes endda endnu oftere, idet der gjordes forsøg med kørsel 9 gange i timen mellem Høje Taastrup og København H, mens linje Bx var inddraget. Forsøget resulterede dog ikke i permanente ændringer. Til gengæld forlængedes linje B 9. december 2012 til Hillerød i weekenderne til erstatning for linje E, der indstilledes netop i weekenderne. Samtidig fik linje B også 10 minutters drift i dagtimerne om søndagen, da afskaffelsen af lukkeloven havde gjort det muligt for folk også at tage på indkøb den dag.
Ved køreplansskiftet 15. december 2014 blev linjen på ny ændret. Baggrunden var indførelsen af et nyt signalsystem, der i første omgang etableres på Nordbanen mellem Jægersborg og Hillerød, og i den forbindelse ønskede man at samle de tog, der er forberedt på det nye system, på en strækning. For linje B's vedkommende betød det, at den omlagdes til Farum, idet kørslen til Holte og Hillerød blev overtaget af linje E og A. Ved køreplansskiftet 30. januar 2017 omlagdes linje B atter ad Nordbanen til Holte med stop på alle stationer i dagtimerne mandag-fredag. I aftentimerne mandag-fredag, i weekenderne og nat efter og lørdag forlænges linjen desuden til Hillerød, som erstatning for linje E, der indstilles i de nævnte tidsrum. Hareskovbanen blev så til gengæld overtaget af linje A. På Høje Taastrup-banen blev køreplanen for linje B samtidig justeret i myldretiden, så hvert andet tog der kom til at køre to minutter senere end ellers mellem Dybbølsbro og Høje Taastrup og tilsvarende to minutter tidligere den modsatte vej. Sammen med ændringer på linje Bx betød det, at der kom ni afgange i timen jævnt fordelt mellem København H og Høje Taastrup i stil med det ovennævnte forsøg.
Ved køreplansskiftet 10. december 2018 omlagdes linje B endnu en gang ad Hareskovbanen til Farum, mens linje A vendte tilbage til Nordbanen. Samtidig bortfaldt den jævnt fordelte kørsel med linje Bx. Fra 25. januar til 25. april 2021 medførte den fortsatte ibrugtagning af det nye signalsystem, at linje B måtte stoppe skiftevis på Skovbrynet og Dyssegård mandag-fredag i dagtimerne.

### Kronologisk oversigt
Oprindeligt hed linjen Holtelinjen i daglig tale. I køreplanerne var den opført under 1B. Ved indførelsen af linjebogstaver 14. maj 1950 blev den til linje B.
| Dato       | Linjeføring                                        | Bemærkninger                                       |
| ---------- | -------------------------------------------------- | -------------------------------------------------- |
| 15-05-1936 | København H - Holte                                |                                                    |
| 15-06-1940 | Valby - København H - Holte                        |                                                    |
| 23-09-1941 | Vanløse - København H - Holte                      |                                                    |
| 16-05-1949 | (Ballerup -) Vanløse Station - København H - Holte | Motordrift på søn- og helligdage Ballerup-Vanløse. |
| 02-10-1949 | Ballerup - København H - Holte                     |                                                    |
| 14-05-1950 | København H - Holte                                |                                                    |
| 17-06-1953 | Glostrup - København H - Holte                     |                                                    |
| 26-05-1963 | Taastrup - København H - Holte                     |                                                    |
| 30-09-1979 | Taastrup - København H - Farum                     |                                                    |
| 01-06-1986 | Høje Taastrup - København H - Farum                |                                                    |
| 31-05-1987 | Høje Taastrup - København H - Østerport            |                                                    |
| 28-05-1989 | Høje Taastrup - København H - Holte                |                                                    |
| 09-12-2012 | Høje Taastrup - København H - Holte (- Hillerød)   | Holte-Hillerød kun i weekenderne.                  |
| 15-12-2014 | Høje Taastrup - København H - Farum                |                                                    |
| 30-01-2017 | Høje Taastrup - København H - Holte (- Hillerød)   | Holte-Hillerød kun aften og weekend.               |
| 10-12-2018 | Høje Taastrup - København H - Farum                |                                                    |

## Supplerende linjer

### Linje B0
Fra 4. oktober 1953 blev linje B suppleret af ekstrakørsel i myldretiden, fra 1963 betegnet linje Bx. Da der imidlertid blev behov for yderligere ekstrakørsel på Høje Taastrup-banen etableredes sådan 28. september 1969 mellem Glostrup og København H med den interne betegnelse B0, idet der på selve togene vistes et blankt felt, hvor man ellers ville vise linjebogstavet. 31. maj 1970 ændredes ekstrakørslen, så der om morgenen kørtes fra Taastrup til København H, mens der om eftermiddagen kørtes fra København H til Glostrup. I begge retninger gjaldt fra starten, at der kørtes uden stop mellem Valby og København H. 1 oktober 1972 blev linjenettet ændret, og linje B0 forsvandt til fordel for en forlængelse af linje E til Taastrup mandag-fredag.
| Dato       | Linjeføring                                     | Bemærkninger                                                                            |
| ---------- | ----------------------------------------------- | --------------------------------------------------------------------------------------- |
| 28-09-1969 | Glostrup - København H                          | Uden stop Valby-København H. Fra Glostrup om morgenen og til Glostrup om eftermiddagen. |
| 31-05-1970 | (Taastrup -) Glostrup - København H             | Uden stop Valby-København H. Fra Taastrup om morgenen og til Glostrup om eftermiddagen. |
| 01-10.1972 | Nedlagt og erstattet af forlængelse af linje E. | Nedlagt og erstattet af forlængelse af linje E.                                         |

### Linje Bb
30. september 1979 indførtes et nyt koncept med linjer, der kun kørte i dagtimerne mandag-fredag. Som den ene af to nye linjer oprettedes linje Bb mellem Taastrup og Hellerup til erstatning for linje E, der samtidig omlagdes til Solrød Strand. 1. juni 1986 forlængedes linje Bb sammen med S-banen til den nye station Høje Taastrup. 31. maj 1987 var det imidlertid slut, da linjen blev erstattet af den nye linje H. Den nye linje erstattede som nævnt ovenfor linje B på Hareskovbanen, men i dagtimerne mandag-fredag forlængedes den desuden i den anden ende fra København H til Høje Taastrup i linje Bb's hidtidige plan.
| Dato       | Linjeføring                            | Bemærkninger                        |
| ---------- | -------------------------------------- | ----------------------------------- |
| 30-09-1979 | Taastrup - København H - Hellerup      |                                     |
| 01-06-1986 | Høje Taastrup - København H - Hellerup |                                     |
| 31-05-1987 | Nedlagt og erstattet af ny linje H.    | Nedlagt og erstattet af ny linje H. |

### Linje L og B+
28. maj 1989 skete der en ny reform af linjenettet. Linje H blev omlagt til Frederikssundsbanen, og i stedet så en ny linje L dagens lys. Nøjagtig ligesom linje B kørte den mellem Høje Taastrup og Holte men til gengæld kun i dagtimerne mandag-lørdag, hvor de to linjer så til gengæld havde 10 minutters drift tilsammen. 26. september 1993 introduceredes begrebet +-linjer for linjer, der kun kørte i dagtimerne, for at få bedre sammenhæng i køreplanerne. Linje L blev i den forbindelse omdøbt til linje B+ for at vise sammenhængen med linje B.
I 2007 blev linje B og B+ de sidste til at have 2. generations S-tog i drift, da de var blevet erstattet af de nye 4. generations S-tog litra SA og SE. Den sidste almindelige kørsel fandt sted på de to linjer 6. januar 2007. Efterfølgende fandt der en afskedstur sted 3. februar 2007, hvor et 2. generations S-tog først kørte en ordinær tur på linje B fra Høje Taastrup til Holte og retur, og derefter en tilsvarende tur på linje B+. Undervejs uddelte medlemmer af Dansk Jernbane-Klub diplomer og et hæfte. Mange jernbaneentusiaster fulgte med, men også flere graffitimalere og trainsurfere. Efter ankomst til Høje Taastrup kørtes toget til S-togdepotet der, hvor der var fotoopstilling. Desuden fik Dansk-Jernbane-Klub officielt overdraget fire af de vogne, der var med i toget.
Linje B+ fortsatte i øvrigt uændret frem til 23. september 2007, hvor en ny reform af linjenettet fandt sted. Her fik linje B 10 minutters drift, mens linje B+ til gengæld blev nedlagt.
| Dato       | Linjeføring                                       | Bemærkninger                                      |
| ---------- | ------------------------------------------------- | ------------------------------------------------- |
| 28-05-1989 | Høje Taastrup - København H - Holte               |                                                   |
| 23-09-2007 | Nedlagt og erstattet af udvidet drift på linje A. | Nedlagt og erstattet af udvidet drift på linje A. |

## Nattog B
20. november 2009 indførtes forsøg med nattog fredag og lørdag nat på S-banen, hvilket for linje B's vedkommende betød tog en gang i timen mellem Hillerød og Høje Taastrup og stop ved alle stationer undervejs. Forsøget skulle oprindelig have varet et halvt år. I praksis blev det imidlertid permanent, og fra 30. november 2012 blev det udvidet til kørsel to gange i timen om natten. Et tilsvarende koncept havde allerede i en årrække været benyttet nat efter julefrokostfredage, juleaften og nytårsaften, dog med 20-minuttersdrift.
Ved køreplansskiftet 15. december 2014 omlagdes linjen og dermed natkørslen til Farum, mens kørslen til Hillerød blev overtaget af linje A. De byttede igen 30. januar 2017 og gjorde det endnu engang 10. december 2018, så linje B endnu en gang kom til at køre til Farum.